# Niederorschel
Niederorschel é um município da Alemanha localizado no distrito de Eichsfeld, estado da Turíngia.

## História
Niederorschel foi a sede do antigo verwaltungsgemeinschaft de Eichsfelder Kessel. Os antigos municípios de Deuna, Gerterode, Hausen e Kleinbartloff foram incorporados a Niederorschel em janeiro de 2019.